# Реинкарнация
Реинкарна́ция (лат. reincarnatio — «повторное воплощение»), то есть перевоплоще́ние; также переселе́ние душ, метемпсихо́з (др.-греч. μετ-εμψύχωσις — «переселение душ»), в буддизме — пунарбха́ва — группа религиозно-философских представлений и верований, согласно которым бессмертная сущность живого существа (в некоторых вариациях — только людей) перевоплощается снова и снова из одного тела в другое. Эту бессмертную сущность в различных традициях называют духом или душой, «божественной искрой», «высшим» или «истинным Я»; в каждой жизни развивается новая личность индивидуума в физическом мире, но одновременно определённая часть «Я» индивидуума остаётся неизменной, переходя из тела в тело в череде перевоплощений. Ряд традиций утверждает, что череда перевоплощений имеет некоторую цель и душа в ней претерпевает эволюцию. Представление о переселении душ присуще не только ряду религиозных систем, но встречается и в отрыве от какой-то религиозной системы, например, в личном мировоззрении.
Вера в переселение душ представляет собой древний феномен. Согласно этнографу С. Токареву, наиболее ранняя форма представлений связана с тотемизмом. У некоторых народов (эскимосов, североамериканских индейцев, евреев) считается, что в ребёнка входит душа деда или иного представителя той же родовой группы. Доктрина реинкарнации является центральным положением в индуизме, буддизме, джайнизме и сикхизме. Идея переселения душ принималась такими древнегреческими философами, как Пифагор, Сократ и Платон. Вера в реинкарнацию присуща некоторым современным языческим традициям, движениям нью-эйдж, а также принимается последователями спиритизма, некоторыми африканскими традициями, и приверженцами таких эзотерических философий, как каббала, гностицизм и эзотерическое христианство.
С точки зрения современной науки не существует ни одного достоверного научного подтверждения существования феномена реинкарнации, но и опровергать его тоже не могут.

## Общая характеристика
Вера в реинкарнацию включает две основные составляющие:
- Представление о том, что у человека имеется некая сущность («дух», «душа» и прочее), в которой заключается личность данного человека, его сознание, некая часть того, что человек отождествляет с понятием «я сам». Причём эта сущность может быть связана с телом, но связь эта неразрывной не является, и душа может продолжать существовать после того, как физическое тело погибло. Вопрос о том, имеется ли душа только у людей, либо и у других (возможно, у всех) видов живых существ, в разных мировоззрениях решается по-разному.
- Представление о том, что эта сущность после смерти тела, сразу, через какое-то время или в будущем мире, воплощается в другом теле (теле новорождённого человека или иного живого существа или восстановленном теле), таким образом, жизнь личности продолжается за пределами жизни физического тела (вечно, либо в пределах цепочки перерождений, завершаемой определённым образом).

## Переселение душ в восточных религиях и традициях
Восточные религии и традиции, такие как различные направления индуизма и буддизма считают, что после смерти одного тела жизнь продолжается в новом. Согласно индуистским представлениям, душа (атман) переселяется в другое тело. Так она жизнь за жизнью принимает различные тела — лучшие или худшие — в зависимости от её деяний в предыдущих воплощениях.
Последователи ранних школ буддизма (см. тхеравада), не признающие субстанциональной души (см. анатмавада) или вечного сознания, утверждают о перемешивании дхарм — простых психофизических элементов — под влиянием кармических «формирующих факторов» (самскара). Сознание рассматривается в буддизме как серия или поток (сантана) мгновенных элементарных психических состояний (дхарм), которые возникают последовательно одно от другого: каждая дхарма сознания обусловлена предшествующей дхармой сознания и обусловливает последующую. Понятие «поток сознания» (читта-сантана) призвано объяснить: 1) сохранность континуальности индивидуального психофизического опыта без допущения понятия индивидуальной души (атман), 2) функционирование механизма кармического воздаяния. В тхераваде считается, что при перерождении (пунаббхава) последнее мгновение сознания предыдущего существования обусловливает первое мгновение сознания нового существования, подобно тому, как новая свеча зажигается от догорающей. В сарвастиваде появляется концепция промежуточного состояния (санскр. антарабхава, тиб. бардо) между смертью и новым рождением.
Для сторонников восточных вероучений понятию «реинкарнация» не существует альтернативы. Они признают это учение за его логичность и справедливость — из него вытекает, что благочестивое, высоко моральное поведение позволяет индивиду прогрессировать из жизни в жизнь, испытывая каждый раз постепенное улучшение условий и обстоятельств жизни. Более того, сама по себе реинкарнация выступает ярким свидетельством сострадания Бога по отношению к живым существам и снимает с Него несправедливое обвинение в причинении зла людям. В процессе реинкарнации, каждый раз душе в её новом воплощении предоставляется ещё одна возможность для совершенствования. Прогрессируя из жизни в жизнь, душа может очиститься и вырваться из круговорота сансары, достигнув мокши (освобождения).
Философские и религиозные верования Востока в отношении существования вечного «Я» оказывают прямое влияние на то, как переселение душ рассматривается в различных восточных вероучениях, между которыми существуют большие различия в философском понимании природы души (дживы или атмана). Одни течения отвергают существование «Я», другие говорят о существовании вечной, личностной сущности индивида, а некоторые утверждают, что как существование «Я» так и его несуществование являются иллюзией. Каждое из этих верований оказывает непосредственное влияние на трактовку понятия реинкарнации и связано с такими концепциями, как сансара, мокша, нирвана и бхакти.

### Индуизм
Переселение душ (санскр. पुनर्जन्म — пунарджанма) является одним из основных понятий индуизма. Так же как в философских системах других индийских религий, круговорот рождения и смерти принимается как естественный феномен природы. В индуизме авидья (то есть невежество) индивидуума в отношении своей истинной духовной природы ведёт его к отождествлению с бренным телом и материей — к отождествлению, которое поддерживает в нём желание оставаться в круговороте кармы и перевоплощений.

#### Реинкарнация в Ведах и Упанишадах
Переселение душ впервые упоминается в Ведах — древнейших священных писаниях индуизма. Согласно индологу Владимиру Эрману, доктрина реинкарнации не прослеживается в древнейшей из Вед, «Ригведе». Однако отдельные учёные указывают на то, что и там содержатся элементы теории переселения душ. Как один из примеров присутствия доктрины реинкарнации в «Ригведе» цитируется альтернативный перевод гимна 1.164.32:
Кто его создал, тот его не ведает.
Он спрятан от того, кто его видит
Скрытый в лоне матери,

Родившийся множество раз, он пришёл к страданиям.
В данном гимне «Ригведы» существуют два значения слова бахупраджах: «имеющий большое потомство» и «родившийся множество раз». Древнеиндийский грамматик Яска даёт в «Нирукте» оба эти значения. В «Яджурведе» говорится:
О учёная и терпимая душа, после странствий в водах и растениях личность попадает в утробу матери и рождается вновь и вновь. О душа, ты рождаешься в теле растений, деревьев, во всем, что сотворено и одушевлено, и в воде. О душа, сверкающая подобно солнцу, после кремации, смешавшись с огнём и землёй для нового рождения и найдя прибежище в материнском чреве, ты рождаешься вновь. О душа, достигая чрева вновь и вновь, ты безмятежно покоишься в материнском теле как ребёнок, спящий на руках у матери.
В гимне «К Яме» («Ригведа», 10.14) содержится намёк на возможность возвращения на землю: «Оставив (все) греховное, снова возвращайся домой!
Соединись с телом, полный жизненной силы!».
Обстоятельное описание доктрины реинкарнации содержится в Упанишадах — древних философско-религиозных текстах на санскрите, примыкающих к Ведам. В частности, концепция переселения душ отражена в «Шветашватара-упанишаде» 5.11 и «Каушитаки-упанишаде» 1.2.
Как тело растёт за счет пищи и воды, так индивидуальное «я», питаясь своими стремлениями и желаниями, чувственными связями, зрительными впечатлениями и заблуждениями, обретает в соответствии со своими действиями желаемые формы.
В индуизме душа, называемая атманом, — бессмертна, и только тело подвержено рождению и смерти. В «Бхагавад-гите», в которой, по мнению большинства индуистов, отражена основная суть философии индуизма и основной смысл Вед, говорится:
Как человек, снимая старые одежды, надевает новые, так и душа входит в новые материальные тела, оставляя старые и бесполезные.

#### Карма, сансара и мокша
Идея перевоплощения души любого живого существа — людей, животных, растений — тесно связана с понятием кармы, которое также объясняется в Упанишадах. Карма (буквально: «действие») является влиянием совокупности действий индивидуума и выступает причиной его следующего воплощения. Круговорот рождения и смерти, приводимый в действие кармой, называется сансарой.
В индуизме утверждается, что душа находится в постоянном цикле рождения и смерти. Желая наслаждаться в материальном мире, она рождается снова и снова ради удовлетворения своих материальных желаний, которое возможно только через посредство материального тела. Индуизм не учит тому, что мирские наслаждения являются греховными, а объясняет, что они не могут принести внутреннего счастья и удовлетворения, называемого в санскритской терминологии ананда. Согласно индуистскому мыслителю Шанкаре, мир — как мы его обычно понимаем — подобен сну. По своей природе он преходящ и иллюзорен. Пребывание в плену сансары является результатом невежества и непонимания истинной природы вещей.
После многих рождений душа в конце концов разочаровывается в ограниченных и мимолётных наслаждениях, даруемых ей этим миром, и начинает поиск высших форм наслаждения, которые возможно достичь только с помощью духовного опыта. После продолжительной духовной практики (садханы) индивидуум осознаёт свою вечную духовную природу — то есть осознаёт тот факт, что его истинным «Я» является вечная душа, а не бренное материальное тело. На этой стадии он более не желает материальных наслаждений, так как — по сравнению с духовным блаженством — они кажутся незначительными. Когда все материальные желания прекращаются, душа более не рождается и освобождается из круговорота сансары.
Когда цепь рождения и смерти прерывается, говорится, что индивидуум достиг мокши, или спасения. В то время как все философские школы индуизма сходятся на том, что мокша подразумевает прекращение всех материальных желаний и освобождение из круговорота сансары, в различных философских школах даётся разное определение этого понятия. Например, последователи адвайта-веданты (часто ассоциируемой с джнана-йогой) верят в то, что после достижения мокши индивидуум навечно остаётся в состоянии умиротворения и блаженства, которое является результатом осознания того, что всё бытие есть единый и неделимый Брахман, а бессмертная душа — частичка этого единого целого. После достижения мокши джива теряет свою индивидуальную природу и растворяется в «океане» безличного Брахмана, который описывается как сат-чит-ананда (бытие-знание-блаженство).
С другой стороны, последователи философских школ полной или частичной двайты («дуалистических» школ, к которым принадлежат движения бхакти), совершают свою духовную практику, имея перед собой цель достижения одной из лок (миров или планов бытия) духовного мира или царства Бога (Вайкунтхи или Голоки), для вечного участия там в играх Бога в одной из Его форм (таких как Кришна или Вишну для вайшнавов, и Шива для шиваитов). Однако это не обязательно означает, что две основные школы двайты и адвайты противоречат друг другу. Последователь одной из двух школ может верить в то, что достижение мокши возможно обоими способами, и просто отдавать личное предпочтение одному из них. Говорится, что последователи двайты хотят «отведать сладость сахара», тогда как последователи адвайты хотят «превратиться в сахар».

### Джайнизм
В джайнизме уделяется особое внимание перевоплощению в тела девов — индивид, накопивший достаточное количество хорошей кармы, может в следующей жизни стать девом. Подобное воплощение, однако, рассматривается как нежелательное. Подобные верования также характерны для некоторых течений в индуизме, таких как вайшнавизм.

### Сикхизм
Согласно учению сикхизма, человек не начинает свою жизнь с пустого места — он уже существовал до своего рождения. Его прошлая жизнь, семья в которой он родился и место рождения определяют его индивидуальность. Человек обладает свободой воли и потому сам несёт ответственность за свои деяния. В сикхизме, реинкарнация находится в непосредственной зависимости от милости гуру и Бога. В сикхизме принимается карма, но одновременно признаётся возможность изменения судьбы человека через благословение гуру. Десятый гуру, Гуру Гобинд Сингх, после обряда инициации сикхов объявил сикхов свободными от предыдущего семейного происхождения (джанма-наша), веры (дхарам-наша), ритуалов (карам-наша), двойственности (бхрама-наша) и предопределённого рода занятий (крита-наша). Таким образом, согласно гуру сикхизма, сикхи свободны от реинкарнации.

### Буддизм
Пунарбхава (पुनर्भव punarbhava, санскр.; bhava — становление, существование, punar — снова, дальше) — «становление вновь», «новое становление», «повторное существование, повторное рождение», перерождение в буддизме; пали: пунаббхава, punabbhava.
Согласно буддийскому учению, схема формирования механизма перерождений содержится в двенадцатичленной формуле бытия. Понимание данной цепи и познание своей истинной природы посредством определённых практик позволяет рассеять неведение (авидья) вместе с иллюзиями перерождений.
Хотя в популярной буддийской литературе и в фольклоре можно нередко встретить рассказы и рассуждения о переселении душ, подобные индуистским (а иногда явно заимствованные из индуизма), буддийская философия тем не менее отрицает существование души, атмана, «высшего Я» и тому подобных реалий, и поэтому не признаёт реинкарнаций (пунарджанма). Однако в буддизме существует понятие читта-сантана — протяжённость сознания, за которой не стоит никакой индивидуальной или абсолютной опоры. (В сутрах махаяны — например в «Аватамсака-сутре» — и тантрах «Я» может выступать в качестве обозначения для надындивидуального Абсолюта, «природы Будды».) Читта-сантана представляет собой поток мгновенных ментальных состояний (дхарм), каждое из которых обусловлено исчезновением предыдущего и обусловливает возникновение следующего; связана с постоянными изменениями, подобно кадрам на киноленте, и образована перемешиванием дхарм согласно закону взаимозависимого происхождения.
Каждое действие (карма) оставляет в сознании свой отпечаток — «семя», «зерно» (биджа), представляющее собой потенциал, заряженный энергией «созревания». Биджа передаётся в потоке сознания от дхармы дхарме — от предыдущей следующей, переходит из жизни в жизнь, и, при соединении с соответствующими условиями, происходит «созревание» кармы и появление «плода» (пхала).
Сознание блуждает по шести мирам сансары (адских существ, голодных духов, животных, людей, асуров, богов), которые разделены на многие местопребывания, и относятся к сферам желаний, форм и не-форм. Поток сознания длится безначально, и, непрерывно изменяясь в содержании, проходит последовательно через бесчисленные жизни. Пребывание в том или ином мире связано с определённым психическим состоянием и зависит от предыдущих деяний (кармы). В момент смерти происходит переход в другое местопребывание в зависимости от предыдущих деяний, которые определяют состояние психики, форму и обстоятельства существования.
В школах Сарвастивада, Пурвашайла, Самматия возникла концепция о промежуточных состояниях (антарабхава). Согласно этому представлению, сознание, по завершении процесса умирания, выходит на несколько мгновений за пределы сансары, и происходит переживание «ясного света». В промежутке между смертью и зачатием роль носителя кармической информации выполняет призрачное промежуточное существо гандхарва. Данная доктрина впоследствии проникла в тибетский буддизм (бардо).
Особое значение в тибетском буддизме приобретают некоторые высшие ламы, которые считаются проявлениями (тулку) будд и бодхисаттв, сохраняющими линию перерождения. После смерти такого ламы ищется вновь родившийся ребёнок, являющийся продолжением линии. Кандидаты проверяются по сложной системе тестов.
В целом, у буддийских мыслителей встречаются все три возможных отношения к вопросу о перерождении: перерождение есть, перерождения нет, неважно, есть оно или нет. Это связано с тем, что личность в буддизме не имеет онтологического статуса, и при перерождении (пунарбхава) в новое существование не переходит никакая сущность: новое существование рассматривается как продолжение потока (сантана) изменчивых психофизических состояний. Сам Будда полагал, что его учение полезно и тем, кто не верит в перерождения, и вовсе не настаивал на такой вере, допуская, что его «благородный ученик с чистым умом» вполне может её не иметь.

#### Реинкарнация в раннем буддизме и в учении Будды
Мысль о повторных рождениях характерна для буддизма: пробуждённого состояния (бодхи) нельзя достичь в течение одной жизни, на это потребуется много тысяч лет. Известный учёный-буддолог Эдвард Конзе пишет:
Состояние Будды — одно из высших совершенств, которого можно достичь, и для буддистов является самоочевидным, что для того, чтобы достичь его, потребуется прикладывать огромные усилия на протяжении многих жизней.
Одной из основ буддизма является учение о «четырёх благородных истинах», указывающее на присущее живым существам желание и последующее их страдание от материального существования. Они очень тесно связаны с законами кармы и реинкарнации. Согласно учению абхидхармы, прослеживающегося ещё в раннем буддизме, живое существо может рождаться на одном из пяти уровней бытия: среди обитателей ада, животных, духов, человеческих существ и небожителей. Подобно индуизму, этот выбор определяется желанием и кармой, и процесс перевоплощения продолжается до тех пор, пока живое существо либо «распадётся» в момент смерти, либо достигнет шуньяты, «великой пустоты» — совершенство, которого достигают лишь немногие. Все формы жизни (включая богов) сопряжены со страданиями определённого рода, и рассматриваются в буддизме в первую очередь для подчёркивания идеи страдания. Только человеческое существование даёт возможность принятия разумного решения, все остальные формы (включая богов, пребывающих в наслаждении) практически не властны противодействовать потоку сансары, и лишь человек может принять решение о выходе из круговорота страданий.
Многочисленные истории о переселениях душ находятся в «Джатаках» («Рассказах о рождении»), которые первоначально были поведаны самим Буддой. В состав «Джатак» входят 547 рассказов о прошлых воплощениях Будды. В них, часто в аллегорической форме, описываются перевоплощения Будды в различных телах и рассказывается, как человек может достичь просветления, следуя определённым принципам. Реинкарнация играет центральную роль почти во всех историях «Джатаки». Подробно рассказывается о том, как Будда из сострадания принимал тела дэвов, животных и даже деревьев, с целью помочь душам достичь освобождения.
Как и в других ответвлениях буддизма махаяны, в дзэне наряду с регулярной медитацией предписывается аналитическое изучение смерти, которое способствует преодолению страха смерти и избавлению от иллюзии, проистекающей от отождествления себя с телом. Типичная иллюзия души состоит в вере в то, что смерти можно избежать в каком-то материалистическом смысле. Человек живёт так, будто бы смерть никогда не наступит. День за днём люди наслаждаются и страдают, мало задумываясь о неминуемом конце жизни. Буддистские учителя направляют своих учеников на путь осознания природы тела: тело должно умереть, тогда как вечное «я», тем не менее, продолжает жить. Материальное существование, с его иллюзией телесного наслаждения, является главным препятствием для достижения просветления, — индивидуум должен встречать смерть без страха, противопоставив последней полное её осознание.
Буддийский учёный Буддхагхоша (V век) впервые систематизировал в буддизме медитации, касающиеся смерти. В одной из наиболее значительных его работ, «Висуддхимагге» («Путь чистоты»), он делит эти медитации на две категории: медитации на неизбежность смерти и медитации на отвратительность трупов. Буддхагхоша развил эти медитативные техники в сложную систему из восьми стадий:
1. Смерть — это палач, заносящий топор над головой каждого живого существа.
2. Смерть — это крушение всего благополучия: все достижения, подобно песку, сыплющемуся сквозь пальцы времени, непрочны, эфемерны.
3. Более личностные оценки: как смерть коснётся меня? Что будут напоминать мои ощущения?
4. Внешние факторы атакуют тело: микробы, паразиты, болезни, змеи, животные, люди, друзья, любимые — все они потенциально опасны и могут стать причиной моей смерти.
5. Существует тонкий баланс, который поддерживает жизнь, включая в себя дыхание, механику тела, питание; и в любой момент где-то может произойти сбой.
6. Смерть ждёт подходящего момента, и противник — страх — всегда может атаковать меня.
7. Человеческая жизнь коротка: в лучшем случае мне осталось жить не более нескольких лет.
8. Я умираю каждый момент времени… с каждой быстротечной секундой моя жизнь увядает и её нельзя вернуть.

Предположительно, медитация на омерзительность трупов была необходима для усиления осознания практикующим своей смертности и подготовки ко встрече со смертью без страха. Буддхагхоша утверждал, что если бы человек мог отчётливо представить себе «омерзительное, гниющее по своему естеству тело», и осознать, что телу суждено гнить и разлагаться, то он отказался бы от привязанности к нему. Эти медитации были нацелены на освобождение практикующего их индивида от телесного восприятия жизни. Медитации на смерть были первым шагом, направленным на сосредоточение сознания на решающем, последнем моменте, когда душа переходит из одного тела в другое. В одном из древнебуддийских текстов говорится следующее:
Своим Божественным оком, абсолютно ясным и превосходящим человеческое зрение, Бодхисаттва видел, как живые существа умирали и рождались вновь — в высших и низших кастах, с благополучными и горестными судьбами, обретая высокое и низкое происхождение. Он различал, как живые существа перерождаются согласно их карме: «Увы! Есть мыслящие существа, которые совершают неумелые поступки телом, не владеют речью и умом, и придерживаются ошибочных взглядов. Под действием плохой кармы после смерти, когда их тела придут в негодность, они рождаются снова — в бедности, с несчастливой судьбой и немощным телом, в аду. Но есть живые существа, которые совершают умелые поступки телом, владеют речью и умом, и придерживаются правильных взглядов. Под действием хорошей кармы, после того как их тела придут в негодность, они рождаются вновь — со счастливой судьбой, в небесных мирах.
Для достижения освобождения или для обретения счастливого перерождения буддисты регулярно практикуют «четыре беспредельные» или «четыре состояния Брахмы» (брахмавихары): дружелюбие (майтри), сострадание (каруна) и сорадование (мудита), распространяемые на все живые существа всех сторон света, а также уравновешенность (упекша). Считается, что обретение этих состояний обеспечивает рождение в мире небожителей (дэва).

#### Тхеравада
В соответствии с воззрениями южноиндийской философской школы тхеравады, живое существо не обладает вечной душой (анатман), следовательно, не существует и «я» для нового рождения. Согласно тхераваде, «Я» — это преходящее сочетание пяти групп элементов (пяти скандх): чувственного опыта телесности, ощущений (приятного, неприятного и нейтрального), понятийного аппарата, сил и влияний, формирующих мотивацию, а также сознания. Буддисты школы тхеравады заявляют, что индивид — это больше, чем сочетание названных элементов в любой отрезок времени, и отмечают, что во время смерти эти пять элементов распадаются. При этом признаётся, что «растворение» индивидуальности в момент смерти является не абсолютным концом жизни, а, скорее, началом новой фазы существования. Считается, что некое тонкое кармическое качество, поглотив «пять элементов», переходит в новое тело, принося с собой новое сочетание скандх, которое помогает войти в «новую жизнь» с новым жизненным опытом. В некоторых писаниях указывается, что «карма пяти элементов» в форме «зародыша сознания» переходит в утробу матери, — это ассоциируется с раннебуддийским представлением о сантане.

#### Махаяна
Северный буддизм махаяны распространён в гималайском регионе, Тибете, Монголии, Китае, Корее, Японии, Вьетнаме и России (Бурятия, Калмыкия, Тыва и другие территории). Особенность махаянской доктрины о перерождении — учение о промежуточных состояниях (антарабхава, тиб. бардо), получившее развитие в философской школе йогачара в трудах Асанги и «Абхидхарма-коше» Васубандху, а также «альтруистическая нирвана» бодхисаттв. Далай Лама XIV — верховный представитель тибетского буддизма — утверждает: «Согласно философской школе тхеравады, после того, как личность достигнет нирваны, она перестаёт быть личностью, полностью исчезает; однако согласно высшей школе философской мысли, личность всё же сохраняется, и существование „я“ продолжается». Махаяне присуща концепция так называемой «активной нирваны» (апратиштхита-нирвана), которая является нравственным подвигом бодхисаттвы и состоит в следующем. Бодхисаттва достигает высочайшего духовного развития и «пробуждения» (бодхи), но, движимый состраданием ко всем живым существам, не входит в паринирвану. Он остаётся в эмпирическом мире (см. Тулку) для того, чтобы жизнь за жизнью помогать остальным страдающим существам продвигаться к освобождению.
В буддизме махаяны принята абхидхарма, как и в раннем буддизме. В зависимости от соотношения праведных и греховных поступков, совершённых ранее, живое существо после смерти попадает в мир Не-Форм, Мир Форм или одно из шести состояний бытия в Мире Страстей:
1. Обитель богов;
2. Обитель полубогов
3. Обитель человечества
4. Животные
5. Духи и привидения
6. Нарака — адские существа

Корыстно-благочестивые души попадают в обитель богов, где наслаждаются небесными удовольствиями до тех пор, пока благоприятная карма не иссякнет, и это наслаждение также связано со страданием — от сознания недолговечности наслаждения и невозможности принимать решения. Порочные души попадают в мир нараков, где остаются на время, которое соответствует тяжести совершённых ими грехов. Полубогами рождаются агрессивные личности, ведомые ревностью, алчность ведёт в мир голодных духов. Рождение в мире животных обусловлено невежеством и ложными воззрениями. Если основным омрачением человека была страсть, а благие поступки уравновешивают и пересиливают неблагие, то он воплощается в человеческом теле. Человеческое воплощение считается наиболее духовно ценным, хотя и не самым комфортным.
В буддизме махаяны наиболее благоприятным для достижения состояния просветления также считается человеческое тело. Состояния бытия, будь то бог, человек, животное или кто-то ещё, выступают как часть иллюзии плотского существования. Единственной реальностью является состояние Будды, выходящее за пределы обычного мира сансары. Три основных ошибки — неведение, привязанность и отвращение — препятствуют осознанию состояния Будды. Только после того, как живое существо одерживает верх над этими тремя, оно прекращает быть жертвой телесного отождествления и выходя за пределы шести областей иллюзорного бытия, достигает нирваны. Таким образом, нирвана находится за пределами шести посмертных состояний бытия. При этом она не признаётся, в отличие от тхеравадинской доктрины, чем-то онтологически противоположным сансаре; напротив — нирвана есть обратная сторона всякого сансарического существования. Существа, достигшие нирваны, переступают за пределы круговорота рождения и смерти сансары, в то же время их манифестация в любом из миров сансары не считается проблематичной — в силу принципа трёх тел Будды. Учение о перевоплощении в буддизме представляет собой многообещающую философию жизни, утверждающую непрерывное развитие живого существа, в ходе которого оно вырывается из оков иллюзии и выходя на свободу, погружается в бессмертный нектар реальности.

#### Китайский буддизм
В северных формах буддизма представление о реинкарнации выражается иным образом. Китайский буддизм, который некоторые характеризуют как «приземлённый», часто пренебрегает понятием реинкарнации и подобными ей «абстракциями», в пользу таких вещей как красота природы. Источником подобного влияния были, главным образом, местные китайские учителя, такие, как Лао-цзы и Конфуций, ранние последователи которых придавали особое значение красоте «мира природы». Реинкарнация, однако, играла заметную роль в изначальном китайском буддизме, основные принципы которого изложены в «Праджняпарамита-сутрах».

#### Дзэн (Чань)
Традиционно учителя дзэна учили о реинкарнации, но основное внимание дзэн было сосредоточено на техниках медитации, а не на метафизических вопросах, включающих, например, понятие о реинкарнации. В истории развития дзена было несколько выдающихся учителей, проповедовавших реинкарнацию и вечное существование души (понимаемой не как индивидуальный нетленный атман, а как универсальная «природа Будды»). Для них было очевидно, что живое существо вечно и не прекращает своего существования после смерти тела. Например, великий учитель Чжаочжоу (778—897) писал: «До существования мира природа личности уже существует. После разрушения мира природа Личности остаётся нетронутой». Хуэйнэн (638—713), которого называют «шестым китайским патриархом дзэн», перед смертью собрал своих учеников вокруг себя. Предвидя скорую кончину учителя, ученики жалобно заплакали.
О ком вы плачете? Вы беспокоитесь обо мне, потому что думаете, будто я не знаю, куда отправляюсь? Если бы я не знал этого, я бы вас не оставил. На самом деле вы плачете оттого, что сами не знаете, что будет со мной. Если бы вы это знали, то не стали бы плакать, потому что Истинная сущность не претерпевает ни рождения, ни смерти, она не уходит и не приходит...
Наиболее ясно идеи реинкарнации в дзэн-буддизме были изложены в XIII веке учителем Догэном (1200—1253), — основателем школы сото-дзэн. В своём эссе «Сёдзи» (японский термин, используемый для обозначения сансары) Догэн анализирует философские взгляды своих предшественников в буддизме на вопросы рождения, смерти и реинкарнации, доказывая их важность для практики дзэн.
Современный чаньский мастер Син Юнь указывал, что в основе реинкарнации лежит алая-виджняна (кладовая сознания), в которой хранится карма и которая после смерти человека последней оставляет тело. Перерождение, согласно Син Юню, не конфликтует с доктриной отсутствия самости или отсутствия самосущности, что мастер поясняет на следующем примере: «Возьмем, например, кусок золота. Из него могут быть выплавлены кольца, серьги или браслеты. Формы могут быть разными, но природа золота не меняется». Он утверждал, что человек не помнит свои прошлые жизни из-за «замешательства перерождения», являющегося промежуточным состоянием между смертью и новым рождением, а также по той причине, что это может принести неподготовленному человеку страдание. Также Син Юнь указывал, что чтение сутр за умерших может лишь в небольшой степени влиять на место перерождения умершего, а также то, что гороскопы, фэн-шуй и гадания не являются хорошей основой для помощи умершим в перерождении.

### Даосизм
Начиная с периода династии Хань, в даосских документах говорится о том, что Лао Цзы перевоплощался на земле несколько раз, начиная с эпохи трёх властелинов и пяти императоров. В одном из основных писаний даосизма, «Чжуан-цзы» (IV век до н. э.), утверждается:
Рождение не является началом, также как и смерть — концом. Существует безграничное бытие; существует продолжение без начала. Бытие вне пространства. Непрерывность без начала во времени.
Основой веры в реинкарнацию в даосизме выступают так называемые «люду луньхуэй» (六度輪回) или шесть ступеней существования в перевоплощении живых существ. К этим шести ступеням относятся как люди, так и животные и насекомые, — каждая из них соответственно отражает всё более и более сильное наказание для живых существ, согрешивших в предыдущих воплощениях, но ещё не заслуживающих крайней формы проклятия на плане бытия, подобном чистилищу. Индивиды, очистившиеся от грехов в своих прошлых жизнях и улучшившие свою карму, последовательно перевоплощаются с одного уровня на другой, пока в конце концов не достигают стадии полного очищения или до тех пор, пока не подвергаются процессу прощения или отпущения грехов.

### Синтоизм
Синтоизм признаёт возможность реинкарнации, при этом обычно считается, что возродившаяся в новом теле душа умершего не сохраняет воспоминаний о предыдущих воплощениях, но может проявлять умения и таланты, приобретённые и проявленные в прошлой жизни.

## Реинкарнация в греческой и римской философии
Среди древнегреческих философов, которые верили в переселение душ и учили этой доктрине, наиболее известны Пифагор, Эмпедокл, Сократ, Платон, Плутарх, Плотин, неоплатоники и неопифагорейцы.
Как отмечает Цицерон, о бессмертии души первым стал учить Ферекид Сиросский (VI век до н. э.), также об этом сообщает Суда. Очевидно, нужно отличать его взгляды от изложенных у Гомера представлений народной религии, согласно которым душа попадает после смерти в Аид, но в новое тело не возвращается. В различных древних источниках утверждают, что Пифагор говорил о том, что мог помнить свои прошлые жизни (Эфалида и Евфорба). В античности связь между пифагорейской философией и реинкарнацией являлась общепризнанной. Также элементы метемпсихоза отмечались в другом мистическом древнегреческом учении — орфизме. Вслед за орфизмом и пифагореизмом концепцию метемпсихоза унаследовало и развило позднеантичное мистико-эзотерическое учение — герметизм.
Эмпедокл описывал Пифагора так:
Ибо как скоро всю силу ума напрягал он к познанью, То без труда созерцал все несчётные мира явленья, За десять или за двадцать людских поколений провидя.
О себе Эмпедокл говорил:
Некогда я уже был мальчиком и девочкой, кустом, птицей и выныривающей из моря немой рыбой.
Согласно диалогу Платона «Федон», в конце своей жизни Сократ, изложив ряд доказательств бессмертия души, заявил:
Если бессмертное неуничтожимо, душа не может погибнуть, когда к ней приблизится смерть: ведь из всего сказанного следует, что она не примет смерти и не будет мёртвой!
Феномен переселения душ обстоятельно описывается в диалогах Платона «Федон», «Федр» и «Государство». Суть его теории в том, что, влекомая чувственным желанием, чистая душа с небес (мира более высокой реальности) падает на землю и облачается в физическое тело. Сначала опустившаяся в этот мир душа рождается в образе человека, высшим из которых является образ философа, устремлённого к высшему знанию. После того, как знание философа достигает совершенства, он может вернуться на «небесную родину». Если же он запутался в материальных желаниях, он деградирует и в своём грядущем воплощении рождается в облике животного. Платон описывал, что в следующей жизни обжоры и пьяницы могут стать ослами, необузданные и несправедливые люди могут родиться волками и ястребами, а те, кто слепо следует условностям, вероятнее всего станут пчёлами и муравьями. По прошествии какого-то времени, душа в процессе духовной эволюции снова возвращается в человеческую форму и получает ещё одну возможность обрести свободу.
Из последователей Платона Гераклид Понтийский излагал оригинальную доктрину о перевоплощении душ. Платоник Альбин (II век н. э.) выделяет четыре причины, по которым души нисходят в тела. Концепция переселения душ была принята и в неоплатонизме (например, в сочинении Порфирия «О пещере нимф»). В диалоге Цицерона «Тускуланские беседы» (кн. 1) и сочинении «Сон Сципиона», включённом в диалог «О государстве», подробно рассказано о распространённых в античности концепциях. Филон Александрийский, комментируя Быт. 15:15, говорил, что это место Библии «ясно указывает на неразрушимость души, которая покидает своё жилище в смертном теле и возвращается в своё родное обиталище, которое она изначально покинула, чтобы оказаться здесь». Однако в другом месте он отмечал, что «природа сделала душу старшей, чем тело … старшинство же природа определяет скорее по достоинству, чем по отрезку времени». Реинкарнация выступает центральной темой в «Герметике», греко-египетском сборнике текстов по космологии и духовности, авторство которого приписывается Гермесу Трисмегисту.
Многие античные авторы, излагая воззрения брахманов, говорят, что, по их учению, душа живёт после смерти тела, но ничего не упоминают о её возвращении в тело. Однако, по словам Мегасфена, брахманы «вплетают в свои рассказы подобно Платону мифы о бессмертии души, о суде в Аиде и другие в таком же роде».

## Переселение душ в авраамических религиях

### Иудаизм
По всей видимости, учение о реинкарнации появилось в иудаизме какое-то время после создания Талмуда[когда?]. Реинкарнация не упоминается ни в Талмуде, ни в более ранних писаниях: Танахе, Торе. Идея переселения душ, называемая гилгул, стала популярной в народных верованиях, и играет важную роль в литературе на идише среди евреев ашкенази.
В ортодоксальном иудаизме переселение душ разъясняется в труде «Шаар ха-гилгулим» («Врата реинкарнаций»), основанном на произведениях раввина Ицхака Лурии (1534—1572) (и составленным его учеником, раввином Хаимом Виталем (1543—1620)), где описываются сложные законы реинкарнации. Одна из идей в «Шаар ха-гилгулим» в том, что гилгул осуществляется во время беременности. Во многих сиддурах («Сборниках молитв») есть молитвы, в которых содержится прощение за грехи, совершённые индивидом в этом гилгуле или в предыдущих. Эти молитвы относятся к категории молитв, произносимых перед отходом ко сну.
Еврейский историк Иосиф Флавий (ок. 37 — ок. 100), будучи фарисеем, в своём знаменитом труде «Иудейская война» писал о взглядах на посмертное состояние души двух первенствующих иудейских школ (сект) фарисеев и саддукеев: «Души, по их (фарисеев) мнению, все бессмертны; но только души добрых переселяются по их смерти в другие тела, а души злых обречены на вечные муки. Саддукеи — вторая секта — <…> отрицают бессмертие души и всякое загробное воздаяние». Взгляды на посмертие третьей иудейской школы (секты) — ессеев являлись следующими: «они учат, что добродетельным назначена жизнь по ту сторону океана — в местности, где нет ни дождя, ни снега, ни зноя, а вечный, тихо приносящийся с океана нежный и приятный эфир. Злым же, напротив, они отводят мрачную и холодную пещеру, полную беспрестанных мук».
Гилгул объясняется также в средневековом мистическом сочинении «Бахир», которое происходит от мистика I века Нехунии бен-ха-Каны, «Багир» получил широкое распространение с середины XII века. После публикации книги «Зогар» в конце XIII века, идея реинкарнации распространилась во многие еврейские общины. Реинкарнации признавали следующие еврейские раввины: Авраам бен-Хия, Леви ибн-Хабиб (Ралбах), Нахманид (Рамбан), Бахья бен-Ашер, Ицхак Лурия (Аризаль), Шломо Алькабец, Хаим Виталь и Баал Шем Тов — основатель хасидизма.
Некоторые каббалисты также признавали идею того, что человеческие души могли перевоплощаться в животных и другие формы жизни. Подобные идеи, начиная с XII века, встречаются в ряде каббалистических трудов, а также среди многих мистиков XVI века. Немало историй о гилгулах приводится в коллекции хасидских историй Мартина Бубера, в частности касающихся Баал Шем Това.
Другой взгляд на реинкарнацию состоит в том, что душа перерождается заново при условии, что она не выполнила определённой миссии. Последователи этого взгляда рассматривают гилгул как явление редкое, и не считают, что души переселяются постоянно.
Многие раввины отрицательно относились к идее реинкарнации, в частности Саадия Гаон, Хасдай Крескас, Йедайя Бедерши, Иосиф Албо, Абрагам ибн-Дауд и Леон де-Модена. Задавались вопросы, почему люди не помнят прошлых рождений, к какой конкретно душе будет обращаться Бог в день суда, как это может быть, что над людьми довлеют грехи прошлых рождений. Саадия Гаон, в своём труде «Эмунот ве-де‘от», опровергает доктрину реинкарнации, и утверждает, что иудеи, принимающие реинкарнацию, приняли неиудейские верования.

### Христианство
Согласно взглядам христианского богословия, душа проживает в теле одну жизнь. После смерти тела душу ожидает Божий суд, после чего она обретает либо вечную жизнь, либо вечное наказание, возможность реинкарнации при этом отрицается.
Попытки интеграции христианского богословия с представлениями пифагореизма и неоплатонизма, в основе которых лежало учение о реинкарнации, были предприняты несколькими религиозными философами в рамках различных синкретических религиозных течений, позднее получивших общее название гностицизм. Общепринятая точка зрения историков и религиоведов состоит в том, что учение о переселении душ в христианстве отвергалось с самого начала, поскольку вступало в прямое противоречие с собственным христианским учением о душе и Страшном суде. Именно поэтому раннехристианские писатели и апологеты уделяли большое внимание обсуждению и критике гностицизма. Среди раннехристианских движений учение о реинкарнации поддерживал оригенизм, который был осуждён на Пятом Вселенском соборе. Впоследствии идею реинкарнации принимала средневековая гностическая секта катаров, рассматривавших каждую душу как падшего ангела, рождающегося вновь и вновь в материальном мире, созданном Люцифером.
Очередная попытка обосновать связь христианского богословия с реинкарнацией была предпринята в конце XIX — начале XX века представителями теософии. Согласно их мнению, которое позднее нашло сторонников среди приверженцев движения нью-эйдж, учение о реинкарнации принималось ранними христианами, но впоследствии было отвергнуто.

### Ислам
В исламе существует достаточно сложная система представлений о природе смерти, о самом моменте умирания и о том, что происходит после смерти (см. Исламская эсхатология). Согласно исламскому взгляду на жизнь после смерти, душа умершего помещается за «преграду» (барзах), а тело, преданное земле, разлагается и в конечном итоге превращается в пыль. Лишь в Судный день (киямат), по воле Аллаха будут созданы новые тела, в которые и устремятся души. В Коране говорится: «Как вы можете не веровать в Аллаха, тогда как вы были мертвы, и Он оживил вас? Потом Он умертвит вас, потом оживит, а потом вы будете возвращены к Нему». Воскрешённые таким образом, люди предстанут перед своим Творцом и будут нести ответ за дела, которые совершали в течение своей жизни.
Британский востоковед Э. Г. Браун в своём труде «Литературная история Персии», рассказывая об эзотерических направлениях ислама, упоминает три вида реинкарнации, которые признаются некоторыми мусульманскими мыслителями:
1. хулул — повторяющееся воплощение святого или пророка
2. риджат — возвращение имама или другого религиозного деятеля сразу же после его смерти
3. танасух — обычное перевоплощение любой души.

Вера в переселение душ свойственно прежде всего «крайним шиитам», сторонникам фатимидского халифа аль-Хакима, а также таким течениям и сектам как кайсаниты, друзы, исмаилиты, алавиты (нусайриты), мутазилиты-хабититы (последователи Ахмада ибн Хабита), кадариты, «крайние» рафидиты и др. В исламской богословской и доксографической литературе последователей течений, исповедующих веру в переселение душ называют асхаб ат-танасух или танасухиты. Представление о реинкарнации, возможно, было заимствовано ими из индийских религий, манихейства, греко-эллинистических учений и т. д. Среди них было распространено представление о том, что переселение душ происходит в этом мире. Души меняют свою телесную оболочку (калиб), подобно тому как человек меняет обветшалую одежду на новую. Состояние новой оболочки зависит от того, как действовала душа в прежней оболочке. Согласно этому представлению, безгрешые дети могут страдать (например, от болезни), если в их телесную оболочку переселилась «согрешившая» душа.
Некоторые друзы утверждают, что являются потомками подвергшихся преследованию мистиков, нашедших прибежище в Персии. Другие указывают на своё родство с Хамзой, дядей пророка Мухаммеда, который, якобы, посетил Тибет в 625 году в поисках «тайной мудрости». Они полагают, что впоследствии он явился как мессия Хамза и основал их орден подобно тому, как Будды воплощаются в тибетских лам.
Мухаммиситы (пятиричники) переносили одушевлённость на всю природу и полагали, что души «неверных» после смерти помещаются в минералы, железо и глину, а души «правоверных» помещаются последовательно в семь тел, после чего душа познает Аллаха как свет. Танасух у них ассоциировался с воплощением Аллаха в тело человека (хулул), поэтому танасухитов называют также хулулиты. Со временем термин танасух приобрел значение распространения божественного духа (света, частицы) на людей.
Общим для всех сторонников переселения душ в исламе были признание смены телесной оболочки, состояние которой напрямую зависит от поступков человека в прошлой жизни. Асхаб ат-танасух верили в наличие некоторого числа (обычно четырёх) циклов или ступеней, которые состоят в смене оболочек до момента абсолютного очищения, что приводило к отрицанию воскресения и аллегорическому толкованию рая и ада, поскольку они непосредственно переживаются в процессе переселения душ.
Суннитские богословы считают, что вера в переселение души является проявлением язычества и выводит человека из лона ислама, так как танасухиты принижают всемогущество Аллаха и отвергают свидетельства Корана.

## Религиозные верования народов Севера
У эскимосов, чукчей и коряков человек, будучи больным, старым, немощным или не желая умереть от горя, бедности и других причин, просил родственников либо друзей убить его копьем, ножом или задушить ремнём — считалось, что такую просьбу нельзя не исполнить. Также считалось, что в мире мёртвых человеку понадобятся те же предметы, какими он пользовался при жизни, поэтому всё необходимое клали вместе с умершим.
У эвенков одна из душ человека — душа-тень ханян, после смерти становилась душой оми, отправлялась в родовое поселение душ омирук и позже перевоплощалась в мире людей.

## Реинкарнация в западном представлении
В Средние века и в эпоху Возрождения учение о перевоплощении встречается в Каббале, у Виклефа, у Цвингли, Кардано, Телезио, Джордано Бруно, Франца Меркурия Ван-Гельмонта. Также доктрины реинкарнации придерживались Лейбниц, Шарль Боннэ, Лессинг, Гердер, Пьер Леру, Фурье и другие.
С различными видоизменениями в той или иной форме в пользу учения о перевоплощении высказываются К. Дю-Прель, Карпентер, Мак-Таггарт, Зиммель, Метерлинк.
Во время эпохи Возрождения произошла вспышка интереса к теме реинкарнации. Большую роль в этом сыграл известный итальянский философ и поэт Джордано Бруно. Из-за своих учений (в том числе и о реинкарнации), Бруно был осуждён и сожжён на костре инквизицией. В заключительном ответе на предъявленные ему обвинения Бруно заявил, что душа — «это не тело» и что «она может находиться как в одном, так и в другом теле и переходить из одного тела в другое».
В эпоху Просвещения некоторые люди в Европе приняли доктрину реинкарнации.
Во время классического периода немецкой литературы, тема метемпсихоза привлекла внимание ряда немецких писателей и философов, таких как Гёте, Готхольд Лессинг, Иоганн Гердер и Артур Шопенгауэр, который создал теорию палингенезии о том, что воля человека никогда не умирает, но проявляет себя опять в новых индивидах, хотя и отвергал основные положения реинкарнации о переселении конкретной души.
Интерес к теме также проявил Дэвид Юм. Ирландский поэт и лауреат Нобелевской премии Уильям Йейтс представил теорию реинкарнации в своём оккультном трактате «Видение». Согласно Йейтсу, реинкарнация не происходит в рамках линейного времени — все будущие и прошлые жизни индивида случаются в момент вечного настоящего, и решения, принятые в любой из этих жизней, также влияют и на все другие жизни.
Многие естествоиспытатели и психологи также верили в реинкарнацию. Карл Юнг пользовался понятием вечного «я», которое переживает многие рождения как средство постижения глубочайших тайн «Я» и сознания.
Английский биолог Томас Хаксли отмечал, что «доктрина переселения души» была «способом дать убедительное объяснение действию космоса по отношению к человеку», и подчёркивал, что «только самые нетерпеливые из учёных станут отвергать эту доктрину по причине её якобы заведомой абсурдности».
Генерал Джордж Паттон верил в реинкарнацию, и также как и другие члены его семьи, утверждал, что в ряде случаев имел видения своих предыдущих воплощений. В частности, Паттон объявлял себя воплощением карфагенского полководца Ганнибала.
Идея реинкарнации также отразилась в творчестве английского поэта Джона Мейсфилда и одного из бывших участников группы «The Beatles» Джорджа Харрисона, принявшего индуизм в 1960-х годах.
Исследования показывают, что за последние десятилетия количество людей на Западе, верящих в реинкарнацию, заметно возросло.

### Трансцендентализм
Интерес к перевоплощению и индийской философии был характерен для американских трансценденталистов, включая Эмерсона, Уитмена и Торо. Генри Дэвид Торо, автор книги «Уолден, или Жизнь в лесу», писал: «Насколько я себя помню, я всегда, сам того не сознавая, обращался к опыту одного из предыдущих состояний своего существования». Ещё одним свидетельством глубокого интереса Торо к реинкарнации является рукопись «Переселение семи Брахманов», найденная в 1926 году. Эта небольшая по объёму работа представляет собой английский перевод рассказа о переселении души, взятого из древней истории, написанной на санскрите. Эпизод, связанный с переселением душ, прослеживает последовательные перевоплощения семи мудрецов в охотников, принцев и животных. Идея реинкарнации также нашла отражение в поэзии Уолта Уитмена.

### Теософия
Такие понятия, как карма, реинкарнация и духовная эволюция выступили основой доктрины теософии. В теософской доктрине человеческая душа рассматривается как изначально чистая и обладающая большим духовным потенциалом. Реинкарнация выступает как процесс, посредством которого душа постепенно раскрывает этот свой духовный потенциал в мире форм и осознаёт свою истинную природу. С подобной точки зрения, то, что называют человеческой жизнью, представляет собой не более чем один день в существовании истинно духовного человеческого существа. Это духовное существо непрерывно двигается вперёд по длинному пути паломничества, с каждой жизнью приближаясь всё ближе и ближе к завершению процесса самоосознания и самовыражения. Согласно теософской доктрине, перевоплощаемая субстанция представляет собой ту часть индивида, которая изначально принадлежит к бесформенным и нематериальным мирам, находящимся вне времени. Через процесс реинкарнации проходит не физическое тело со всеми своими характеристиками, не эмоциональная природа, со всеми её пристрастиями и отвращениями, и не ум, с его накопленными знаниями и привычкой рассуждения. То, что проходит через процесс перевоплощения, находится над всеми этими аспектами индивида. Когда, однако, бесформенная сущность живого существа начинает процесс реинкарнации, она притягивает к себе старые эмоциональные, умственные и кармические образы и формирует на их основе новую личность. Таким образом, душа с помощью способностей, развитых в прошлых воплощениях и в посмертном процессе ассимиляции, получает способность справиться с теми препятствиями и недостатками, с которыми она не смогла совладать в своих прошлых реинкарнациях.

### Антропософия
Реинкарнация играет важную роль в идеях антропософии — эзотерического духовного движения, основанного Рудольфом Штейнером. Штейнер описывает человеческую душу как приобретающую опыт из воплощения в воплощение в разных расах и народах. Индивидуальная личность, со всеми её слабостями и способностями, не является всего лишь отражением генетического наследства. Штейнер описывает перевоплощающуюся душу как ищущую или даже подготавливающую свою семейную линию.
Согласно антропософии, настоящее формируется в результате противостояния прошлого и будущего. Причём на настоящую судьбу человека влияют как прошлое, так и будущее: некоторые события случаются как результат прошлого, другие для того, чтобы подготовить людей к будущему. Между ними вкраплено понятие свободы воли: человек не просто живёт свою судьбу, но и сам создаёт её, подобно тому, как строит дом для того, чтобы потом в нём жить.
Последователями антропософии развиваются различные духовные упражнения, с помощью которых предполагается приобрести способность узнавать прошлые жизни и познать глубинную природу индивида. Штейнер также исследует кармические взаимоотношения различных исторических фигур, от Карла Маркса до Юлиана Отступника.

### Движение нью-эйдж
Для многих приверженцев движения нью-эйдж центральным моментом являются воспоминания прошлых жизней и использование опыта, полученного в предыдущих воплощениях, для разрешения проблем жизни настоящей. Некоторые последователи нью-эйджа утверждают, что могут вспомнить свои прошлые реинкарнации без приложения каких-либо особых усилий. Они просто «видят» свои прошлые жизни, своё общение с другими людьми и внеземными существами.

### Реинкарнация у восточных славян
Среди белорусских, украинских и русских верований встречалась и вера в переселение душ. Согласно этим поверьям (фиксировавшим этнографами ещё и на рубеже XIX—XX веков), душа, как правило, переселяется в домашний скот, принадлежавший человеку при жизни; возможно, это связано с существовавшим культом рода. В других элементах фольклора увязываются смерть и рождение (после смерти человека душа переселяется в новорожденного, родившегося одновременно со смертью первого). Цепь переселений, по некоторым представлениям, могла быть разорвана (в частности, если Богу «понравилась» душа и он решил «забрать её к себе»). Иногда судьба души также зависела от поведения человека при жизни («хорошая» душа переселялась в «хорошее», одомашненное животное, «плохая» — в дикое и несущее вред, например, в ворону). «Заложные» покойники, умершие «дурной» смертью (к примеру, в результате самоубийства) при этом после переселения души могли оказаться на службе у нечистой силы.

## Реинкарнация и наука
Господствующей в научном сообществе является точка зрения, согласно которой не существует ни одного достоверного научного подтверждения существования феномена реинкарнации. По мнению Национального научного фонда США, вера в существование реинкарнации является одним из наиболее распространённых среди американцев псевдонаучных верований.
Исследованием случаев перевоплощения с научной точки зрения занимался канадско-американский психиатр Ян Стивенсон, изучавший случаи, когда люди (главным образом — дети в возрасте от двух до четырёх лет) вспоминали о том, что уже жили раньше, приводили проверяемые факты и описывали события, связанные со своей гипотетической предыдущей жизнью. Количество описанных Стивенсоном случаев превышает две тысячи. По утверждениям автора, расследовались только случаи, когда содержимое воспоминаний могло быть документально подтверждено, и во многих случаях удавалось найти документальные доказательства, касающихся прошлых жизней: подтвердить имена родственников, описание места жительства, другие проверяемые подробности. Также Стивенсон пытался сопоставлять различные врождённые дефекты и родимые пятна у обследуемых детей с данными о повреждениях, шрамах, уродствах и ранах на телах тех, кто был сочтён их предыдущей реинкарнацией.
Исследования Стивенсона подвергаются критике, ряд авторов расценивают его подход как псевдонаучный. Широкую известность получила история Эдуарда Рэйэла, который утверждал, что жил в XVII веке в одном из графств Англии под именем Джона Флетчера, был фермером, имел двух детей и т. д. Ян Стивенсон побудил его даже написать книгу о своей прошлой жизни. Однако проверка по приходским книгам рождений и смертей не подтвердила «воспоминаний» Эдуарда Рэйэла. Можно заметить также, что в литературе неоднократно описывались случаи проявления ложных воспоминаний, спровоцированных полученной ранее информацией, забытой на сознательном уровне (например, когда человек начинал вспоминать как события собственной жизни сюжет слышанной когда-то и прочно забытой истории). Достоверность сопоставлений дефектов, ран, шрамов, родимых пятен также небесспорна, поскольку выводы о совпадении или несовпадении таких признаков во многом зависят от субъективного мнения исследователя.

## Тема реинкарнации в художественной литературе
- У Джека Лондона в его романе «До Адама»[98] реинкарнация используется как средство изложения историй о далёком прошлом[99][100]. Герою, современному мальчику, снятся сны, в которых всплывают эпизоды из жизни его доисторического предка[99], ещё человекообезьяны, в том числе он переживает и эмоции, которые предок испытывал. Герой его же романа «Смирительная рубашка»[98] (в других переводах — «Межзвёздный скиталец»), вернее его дух, приобретает способность совершать увлекательнейшие путешествия во времени и пространстве, будучи ограниченным тюремной камерой. Перед читателем проходит череда прежних воплощений героя: кавалер средневековой Франции, один из воинов Понтия Пилата, сын американского фермера и многие другие.
- Реинкарнация — часто повторяющаяся тема книги «Улисс», написанной ирландским романистом и поэтом Джеймсом Джойсом.
- В «Сиддхартхе», классическом романе-поиске лауреат Нобелевской премии Герман Гессе писал: «Он видел все эти формы и лица с их тысячами взаимосвязей… рождающимися вновь. Каждый был бессмертен, являя собой трагический пример всего преходящего… Однако ни один из них не умирал, они только изменялись, постоянно возрождались, постоянно обретали новое лицо: между одним лицом и другим было только время».
- В романе Дениса Гербера «Ангел, стоящий на солнце» Собиратель Историй и некоторые персонажи размышляют о реинкарнации.
- В один из своих самых популярных рассказов Джером Сэлинджер вводит образ Тедди, не по годам развитого мальчика, который вспоминает свой опыт перевоплощения.
- Оноре де Бальзак посвятил теме реинкарнации свой роман «Серафита».
- В «Давиде Копперфильде» Чарлз Диккенс пытался осмыслить опыт, который косвенно подтверждает существование феномена deja-vu, или воспоминаний о прошлых жизнях. «Все мы переживали время от времени возникающее у нас ощущение, что то, что мы говорим и делаем, уже было сказано и сделано в каком-то далёком прошлом; ощущение того, что в какое-то далёкое и почти стёршееся из памяти время нас окружали те же лица, предметы и обстоятельства…»
- В романе Ричарда Баха «Чайка по имени Джонатан Ливингстон» о перевоплощении рассуждает главный герой, чайка Джонатан.
- К теме реинкарнации юмористически подошёл Песах Амнуэль в своих рассказах «Шестая жизнь тому назад» и «Шестая жизнь тому вперёд». Во втором рассказе описывается применение особого прибора, позволяющего вспомнить ещё только предстоящие пользователю жизни. Поскольку душа человека при реинкарнации способна распадаться на несколько экземпляров, использование прибора приводило к подобию шизофрении. Таким образом, самый каверзный вопрос теории реинкарнаций — «Откуда возникают новые души для всё более и более возрастающего населения планеты Земля?» — был превращён в основу сюжета.
- В мире Толкина (Эа) многократно рождаются эльфы, которые после своей гибели попадают в Чертоги Мандоса, в Валиноре, и через промежутки времени, сравнимые по длительности с Эпохами Средиземья, иногда возвращаются к жизни (широко известны возвращения Глорфиндела и Финрода); при этом в разных сюжетах у Толкина они то сохраняют память, то только ходят слухи, что они являются воплощениями эльфов древности (Арвен как воплощение Лучиэнь). Согласно повериям гномов, в новых поколениях снова и снова рождаются семь их праотцов.
- В романе Майкла Суэнвика «Дочь железного дракона» героиня на разных этапах своего взросления сталкивается со множеством персонажей, некоторые из которых схожи судьбой, чертами характера, внешностью, ролью в жизни героини и имеют общее истинное имя. Здесь мировоззренческое понятие перевоплощения сливается с понятием литературного двойника.
- В книгах Майкла Муркока.
- В произведениях В. И. Крыжановской — романе «Два сфинкса», серии романов о бессмертных магах «Эликсир жизни», «Маги», «Гнев Божий», «Смерть планеты», «Законодатели», трилогии «В царстве тьмы».
- В произведениях Роберта Говарда часто используется тема реинкарнации. В одном из рассказов о Конане, «Люди из Чёрного Круга» чернокнижник заставляет принцессу Жасмину, находящуюся под воздействием наркотика из чёрного лотоса, вспомнить предыдущие жизни. Цикл рассказов о Джеймсе Эллисоне повествуется от лица калеки Джеймса Эллисона, имеющего дар отчётливо видеть свои прошлые жизни и смутно вглядываться в будущие воплощения.
- В поэме польского романтика Юлиуша Словацкого «Король-Дух» легендарная история Польши представляется как цепочка странствий мирового Духа, который поочередно вселяется в тела деспотичных польских правителей и направляет историю Польши по роковому пути.
- Людмила Петрушевская, роман «Номер один, или в садах других возможностей». Мир после смерти выступает в качестве Ада, где души вселяются в чужие тела, — и начинается безумная вакханалия насилия и страданий.

## Тема реинкарнации в поп-культуре
Тема реинкарнации широко распространена в западной поп-культуре, в частности, в кинематографе, литературе, популярной музыке. Было снято много фильмов, связанных с этой темой. Некоторые из них приводятся ниже:
- «Реинкарнация безработного» или же «Mushoku Tensei: Isekai Ittara Honki Dasu» — ранобэ Рифудзин-на Магонотэ.
- «В ясный день увидишь вечность» (1970)
- «Чужая дочь» (1977)
- «Звёздный путь III: В поисках Спока» (1984)
- «Надо же такому случиться» (1989)
- «Умереть заново» (1991)
- «Защита» (1991)
- «Подмена» (1991)
- «Маленький Будда» (1993)
- «День сурка» (1993)[102]
- «Флюк» (1995)
- «Кундун» (1997)
- «Куда приводят мечты» (1998)
- «Мумия возвращается» (2001)
- «Рождение» (2004)
- «Миф» (2005)
- «Долина цветов» (2006)
- «Аватар: Легенда об Аанге» (2006—2008)
- «Наруто» (2007—н. д.)
- «Вэнди Ву Пуленепробиваемая» (2006)
- «Ом шанти Ом» (2007)
- В сериале «Вавилон-5» идею о переселении душ исповедуют минбарцы. В конце войны с землянами, которая началась из-за случайного убийства землянами их религиозного лидера Дук’хата, они обнаруживают, что души умерших минбарцев возрождаются в людях. Именно это обстоятельство спасает человечество от гибели и одновременно является завязкой всего сюжета сериала.
- «Беспокойная Анна» (2007)
- «Молодость без молодости» (2008)
- «X-Files» в эпизодах 1x22 «Заново рождённый» (1993) и 9x08 «Пленник ада» (2002)
- Также реинкарнация встречается в японской анимации. Так, главные герои аниме-сериала «Сейлор Мун» являются реинкарнациями воинов Серебряного Тысячелетия. А в аниме-сериале «Евангелион» для Рей Аянами реинкарнация обеспечена искусственным путём — для неё создан запас её клонов, в которых её душа может возрождаться в случае гибели её тела. После же событий «The End of Evangelion» через возрождение в новых телах проходит всё человечество, также реинкарнация присутствует в манге «Эльфийская песнь», где реинкарнацией главной героини, страдавшей раздвоением личности, являются девочки-близняшки. В аниме-сериале Звёздное дитя главные персонажи Аквамарин Хосино и Руби Хосино являются перевоплощением своей предыдущей жизни.
- Фонтан
- Облачный атлас
- Кафе Де Флор
- Я-Начало
- Вход в пустоту (фильм)
- Трансформеры: Эпоха истребления (2014)
- Душа (Soul) 2020, мультфильм
- Бесконечность (Infinite) (2021)